# ベストジーニスト
ベストジーニストは、日本ジーンズ協議会が主催するジーンズの似合う芸能人などに与えられる賞。1984年から開催されている。発表は毎年9月もしくは10月。

## 概要
ジーンズが似合う者に与えられることになっているが、その年の旬な者が選ばれる傾向にある。
一般選出部門は、一般投票によって男女1人ずつ選出されている。2021年は、インターネットを通じてランダムに選ばれた10代～50代までの幅広い世代2000人から“最もジーンズが似合う有名人”を独自にヒアリングし、候補者を選出。その後、候補者を対象にした一般投票を経て男女各1名を決定した。更に2022年以降は、SNS調査によりランダムに選ばれた10代～50代までの幅広い世代10,000人（男女比50％ ：50％）が“最もジーンズが似合う有名人”を投票し、その集計により上位男女各1人を決定する方式に変更されている。なお、過去の投票については、男性はジャニーズ事務所、女性はエイベックスの所属タレントに対する組織票により形骸化しており、男性は2005年選出の氷川きよし以降、2020年にジェジュンが受賞するまでジャニーズ事務所以外からの選出はなかった。女性は2002年の米倉涼子以降、2011年の黒木メイサまでエイベックス以外からの選出はなかった。また、5回入賞すると永久ベストジーニストとして殿堂入りし、選考対象から外れるが、対象者はいずれも前述の両事務所所属者である。2013年より3回入賞で殿堂入りに規定変更された。規定変更後も男性はジャニーズ事務所のみだが、女性はエイベックス以外の所属タレントも殿堂入りしている。また、入賞こそしていないもののゆずの岩沢厚治と山下智久は近年top10に入り続けていており、岩沢はジャニーズ以外で数少ないtop10入りである。

## 歴代受賞者
| 回 | 年     | 一般選出部門                | 一般選出部門 | 協議会選出部門                                                     | 一般新人部門                                                                                  | 特別貢献賞                                             |
| -- | ------ | --------------------------- | ------------ | ------------------------------------------------------------------ | --------------------------------------------------------------------------------------------- | ------------------------------------------------------ |
| 1  | 1984年 | 郷ひろみ                    | 浅野ゆう子   | 田英夫 糸井重里                                                    |                                                                                               |                                                        |
| 2  | 1985年 | 藤竜也                      | 杏里         | 森進一 浅井慎平 橋本龍太郎                                         |                                                                                               |                                                        |
| 3  | 1986年 | 田原俊彦                    | 早見優       | 椎名誠 丘みつ子 江田五月                                           |                                                                                               |                                                        |
| 4  | 1987年 | 所ジョージ                  | 本田美奈子   | C・W・ニコル 日比野克彦 三好礼子                                   |                                                                                               |                                                        |
| 5  | 1988年 | 東山紀之 （少年隊）         | 今井美樹     | 青島幸男 木原光知子 世良公則                                       |                                                                                               |                                                        |
| 6  | 1989年 | 真木蔵人                    | 浅野温子     | 中沢新一 三屋裕子 織作峰子                                         |                                                                                               |                                                        |
| 7  | 1990年 | 高嶋政伸                    | 宮沢りえ     | 阿川泰子 定岡正二 野田知佑                                         |                                                                                               |                                                        |
| 8  | 1991年 | 吉田栄作                    | 西田ひかる   | 中尊寺ゆつこ 立松和平                                              |                                                                                               |                                                        |
| 9  | 1992年 | 織田裕二                    | 観月ありさ   | 中嶋悟 大宅映子                                                    |                                                                                               |                                                        |
| 10 | 1993年 | 福山雅治                    | 観月ありさ   | 吉村作治 小谷実可子 RIKACO                                         |                                                                                               |                                                        |
| 11 | 1994年 | 木村拓哉 （当時SMAP）       | 内田有紀     | 北沢豪 田中律子 安達祐実                                           |                                                                                               |                                                        |
| 12 | 1995年 | 木村拓哉 （当時SMAP）       | 篠原涼子     | 岩城滉一 大仁田厚 小宮悦子                                         |                                                                                               |                                                        |
| 13 | 1996年 | 木村拓哉 （当時SMAP）       | 江角マキコ   | 筑紫哲也 日野皓正 宮本信子                                         |                                                                                               |                                                        |
| 14 | 1997年 | 木村拓哉 （当時SMAP）       | PUFFY        | 草彅剛 （当時SMAP） 梅宮辰夫 梅宮アンナ                            |                                                                                               |                                                        |
| 15 | 1998年 | 木村拓哉 （当時SMAP）       | 吉川ひなの   | 小錦八十吉 田中眞紀子 和田アキ子 黒澤明（特別賞）                  |                                                                                               |                                                        |
| 16 | 1999年 | 草彅剛 （当時SMAP）         | 松嶋菜々子   | 吉田拓郎 島倉千代子 伊達公子                                       |                                                                                               |                                                        |
| 17 | 2000年 | 草彅剛 （当時SMAP）         | 浜崎あゆみ   | 赤井英和 旭道山和泰 篠原ともえ                                     |                                                                                               |                                                        |
| 18 | 2001年 | 草彅剛 （当時SMAP）         | 浜崎あゆみ   | ケイン・コスギ 川原亜矢子 小谷真生子                               |                                                                                               |                                                        |
| 19 | 2002年 | 草彅剛 （当時SMAP）         | 米倉涼子     | 中山雅史 黒木瞳 パンツェッタ・ジローラモ 高嶋ちさ子                |                                                                                               |                                                        |
| 20 | 2003年 | 草彅剛 （当時SMAP）         | 浜崎あゆみ   | 中村獅童 黒田知永子 佐藤江梨子                                     |                                                                                               |                                                        |
| 21 | 2004年 | 堂本剛 （KinKi Kids）       | 浜崎あゆみ   | 山本寛斎 長谷川理恵 堀江貴文                                       |                                                                                               |                                                        |
| 22 | 2005年 | 氷川きよし                  | 浜崎あゆみ   | ベッキー テリー伊藤 山本容子                                       |                                                                                               |                                                        |
| 23 | 2006年 | 亀梨和也 （KAT-TUN）        | 倖田來未     | 荒川静香 釈由美子 中田宏                                           |                                                                                               |                                                        |
| 24 | 2007年 | 亀梨和也 （KAT-TUN）        | 倖田來未     | 綾戸智絵 北原照久 久保京子                                         |                                                                                               | 竹内まりや                                             |
| 25 | 2008年 | 亀梨和也 （KAT-TUN）        | 倖田來未     | 太田雄貴 杏 コシノヒロコ ソ・ジソブ                                |                                                                                               |                                                        |
| 26 | 2009年 | 亀梨和也 （KAT-TUN）        | 倖田來未     | 鳩山幸 SPEED DAIGO ジェリー･イェン                                 |                                                                                               |                                                        |
| 27 | 2010年 | 亀梨和也 （KAT-TUN）        | 倖田來未     | 桐谷健太 板野友美（当時AKB48） はるな愛                            |                                                                                               | 本田圭佑                                               |
| 28 | 2011年 | 相葉雅紀 （嵐）             | 黒木メイサ   | 真矢みき 若槻千夏 鬼塚勝也                                         |                                                                                               | 長友佑都                                               |
| 29 | 2012年 | 相葉雅紀 （嵐）             | 黒木メイサ   | 夏木マリ 井浦新 ローラ 村田諒太                                    | 本多麻衣 小出友華 富田千晴                                                                    |                                                        |
| 30 | 2013年 | 相葉雅紀 （嵐）             | ローラ       | 少女時代 香川真司 渡辺謙                                           | 志摩マキ 小島未早希                                                                           | 竹内聖実                                               |
| 31 | 2014年 | 藤ヶ谷太輔 （Kis-My-Ft2）   | ローラ       | さまぁ〜ず 小池栄子 安藤美姫                                       | 小田はるか 伊藤杏 近衛えみり                                                                  | 田中将大（グローバル特別敢闘賞） カローラ フィールダー |
| 32 | 2015年 | 藤ヶ谷太輔 （Kis-My-Ft2）   | ローラ       | 藤岡弘、 吉田羊 森星                                               | 幸川愛（グランプリ） 梅井優羽（準グランプリ） 山下佳奈（アーティスト賞）                      | 内田篤人（グローバル特別敢闘賞）                       |
| 33 | 2016年 | 藤ヶ谷太輔 （Kis-My-Ft2）   | 菜々緒       | 草刈正雄 押切もえ 渡辺直美                                         | 長谷川侑紀（グランプリ） 萩原菜穂（準グランプリ）                                             | ONE PIECE                                              |
| 34 | 2017年 | 中島裕翔 （Hey! Say! JUMP） | 菜々緒       | 別所哲也 梨花 滝沢カレン                                           | 高尾光（グランプリ） 脇坂めい（準グランプリ） 八軒綾音（アーティスト賞）                      |                                                        |
| 35 | 2018年 | 中島裕翔 （Hey! Say! JUMP） | 菜々緒       | 荻野目洋子 高橋一生 長谷川潤 有働幸司（Amazon Fashion Week TOKYO） | 小澤華花 黒江心温（キッズジュニア賞） 佐藤彩愛（キッズジュニア賞） 坂本愛莉（SHOWROOM特別賞） |                                                        |
| 36 | 2019年 | 中島裕翔 （Hey! Say! JUMP） | 山本美月     | 出川哲朗 長谷川京子 E-girls                                        | 石橋静河（次世代部門） 井手上漠（次世代部門）                                                 |                                                        |
| 37 | 2020年 | ジェジュン                  | 杏           |                                                                    |                                                                                               |                                                        |
| 38 | 2021年 | 永瀬廉（King & Prince）     | 新木優子     | 東野幸治 林原めぐみ                                                |                                                                                               | 堀米雄斗（グローバル特別賞）                           |
| 39 | 2022年 | 菅田将暉                    | 池田美優     | 伊原剛志 広末涼子 仲里依紗                                         | 窪塚愛流（次世代部門） 横田真悠（次世代部門）                                                 |                                                        |
| 40 | 2023年 | 菅田将暉                    | 池田美優     | 松重豊 飯豊まりえ 和田明日香                                       | 市川染五郎（次世代部門） 莉子（次世代部門） 叶（次世代部門）                                  | 富樫勇樹（グローバル特別賞） 三越伊勢丹                |
| 41 | 2024年 | 目黒蓮                      | 池田美優     | 永野芽郁 くっきー! 冨永愛                                          | LEX（次世代部門） kanon（次世代部門）                                                         | ベストジーニスト（僕のヒーローアカデミア） 福山通運    |

殿堂入り
- 木村拓哉
- 草彅剛
- 浜崎あゆみ
- 亀梨和也[注 1]
- 倖田來未[注 1]
- 相葉雅紀[注 2]
- ローラ
- 藤ヶ谷太輔[8]
- 菜々緒
- 中島裕翔
- 池田美優[7]